# Дом Кульпина
Дом  Кульпина — двух этажное здание расположено на Петровской улице в городе Таганроге Ростовской области.  Объект культурного наследия регионального значения. Приказ № 124 от 31.12.02 года.
Адрес:  г. Таганрог, улица Петровская д. 30.

## История
Дом на Петровской улице 30, на перекрестке с Некрасовским переулком в городе Таганроге был построено около 1870 года. С самого начала в нём проживала семья унтер-офицера Павла Буяновского. С 80-х годов XIX века и до 1918 года в доме проживал его родственник Антон.
Первым владельцем дома был турецкий подданный Иван Контемиров. В конце 70-х годов он продал дом таганрогскому  купцу Дмитрию Федоровичу Кульпину. Дмитрий Федорович был верующим человеком, посещал церковь, работал старостой домовой церкви при Николаевском детском приюте. Средства на покупку дома он получил, занимаясь мелкой торговлей.
В начале XX века домовладение перешло наследникам Кульпина. В 1925 году, при последнем владельце здания, купце Борисе Федоровиче Кульпине, здание было национализировано. 
В 1910-х годах несколько комнат в доме сдавалось начальнику порта, надворному советнику А. П. Семенюте. А. Семенюта скончался в сентябре 1912 года. В этом же доме в свое время работала мастерская мадам Н. Фивет, занимающаяся пошивом платьев. Своему делу она также обучала всех желающих. 
В 1928 году в доме находилась столярная мастерская, в которой делались работы по производству мебели, позднее здесь был институт социального воспитания.

## Архитектура
Прямоугольные окна дома из красного кирпича украшают треугольные карнизы и сандрики. Окна первого этажа выполнены с замковым камнем. На углу здания устроена башня с окном и шпилем.
В годы советской власти здание было национализировано. В настоящее время это жилой дом. Является объектом культурного наследия регионального значения.